# جيرولد بروميس
جيرولد بروميس (بالهولندية: Jerold Promes)‏ (9 مارس 1984 بأمستردام في هولندا - ) هو لاعب كرة قدم هولندي في مركز الدفاع. لعب مع آر كي سي فالفيك وإي زد ألكمار وسبارتا روتردام وفي في في فينلو ونادي تلستار ‏.

## روابط خارجية
- جيرولد بروميس على موقع إي إس بي إن إف سي (الإنجليزية)
- جيرولد بروميس على موقع قاعدة بيانات كرة القدم.إي يو (الإنجليزية)
- جيرولد بروميس على موقع Soccerway.com (الإنجليزية)
- جيرولد بروميس على موقع عالم كرة القدم.نت (الإنجليزية)